# Rústic de Caors
Rústic (Albi, ca. 570 - Caors, 636), en occità Rostesi, fou un eclesiàstic franc, bisbe de Caors. Mort durant una revolta, és considerat com un màrtir per l'església local.

## Biografia
Rústic va néixer a Albi vers el 570, fill de Salvi i Ercanfreda, de la noblesa galo-romana de la ciutat. Era germà de Desideri, que el va succeir com a bisbe. Rústic fou educat a la cort, on fou cridat amb els seus germans per Clotari II, de manera que en créixer poguessin ocupar alts càrrecs. Va abraçar l'estat eclesiàstic i fou ardiaca de Rodès i abat palatí (és a dir, intendent de la capella del rei), fins que fou nomenat bisbe de Caors cap al 623 i primer magistrat de Marsella.
Com a bisbe, va tenir conflictes amb els senyors locals, la conducta poc evangèlica dels quals va criticar. Això va provocar odi que va conduir a una revolta durant la qual els sediciosos el van matar. Van llençar el cos al riu Òlt, al final de 636.
La seva mare Ercanfreda, que havia perdut el marit i dos fills en pocs mesos, va demanar a Desideri de Caors, que fou nomenat bisbe en el lloc de Rústic, que exigís al rei el càstig dels culpables de la mort de Rústic, però el rei Dagobert I ja n'havia iniciat la persecució i, un cop presos, els va condemnar a mort, servitud perpètua o exili, segons el grau de culpabilitat.

## Veneració
El cos de Rústic fou portat a Sent Peire de Silva Agra i fou honorat com a màrtir, al veïnat de Gacounets al municipi occità de Sent Rostesi, on fins al segle xix es trobaven les ruïnes d'aquesta església. La festivitat de sant Rústic, d'abast local, és el 19 d'agost. Va donar el nom al poble occità Sent Rostesi. També van venerar relíquies seves a l'abadia de Lo Mas d'Asilh, destruïda al segle xvi, durant les guerres de religió.